# Microregione di Paulínia
Paulínia è una microregione dello Stato di San Paolo in Brasile, appartenente alla mesoregione di Campinas.

## Comuni
Comprende 3 comuni:
- Artur Nogueira
- Cosmópolis
- Paulínia